# سکه شانس
سکه شانس فیلمی به کارگردانی ایرج قادری و نویسندگی سعید مطلبی محصول سال ۱۳۴۹ است.

## داستان
دو برادر شیفتهٔ دختری می‌شوند، اما دختر به برادر بزرگتر علاقه‌مند است. در این حال مردی سعی می‌کند که بین دو برادر جدایی ایجاد کند و برادر کوچکتر را به قمار می‌کشاند. برادر کوچکتر تمامی ثروت پدر دختر را می‌برد و در صورتی حاضر به به بازگرداندن ثروت مرد می‌شود که او دخترش را به ازدواجش درآورد. مرد می‌پذیرد ولی برادر کوچکتر در آخرین لحظه درمی یابد که عشق را نمی‌توان با پول خرید و دختر را به ازدواج برادر بزرگتر درمی‌آورد…

## بازیگران
- محمدعلی فردین
- ناصر ملک مطیعی
- مرجان
- لی‌لی
- غلامحسین بهمنیار
- محمدتقی کهنمویی
- جهانگیر فروهر
- رضوانی
- ایران دفتری
- رفیع
- حمیدی
- شمس‌اله